# Schweizer Parlamentswahlen 1971/Resultate Nationalratswahlen
Die Nationalratswahlen der 39. Legislaturperiode fanden am 31. Oktober 1971 statt. Auf dieser Seite findet sich eine Übersicht über die Resultate in den Kantonen (Parteien, Stimmen, Wähleranteil, Sitze, Gewählte).